# Cristina Chiuso
Cristina Chiuso (San Donà di Piave, 25 dicembre 1973) è un'ex nuotatrice e opinionista italiana.

## Carriera
È laureata in Ingegneria gestionale.
È stata primatista italiana dei 50 stile libero sia in vasca lunga, quasi ininterrottamente dal 1998 al 2014, che in vasca corta, dal 2000 al 2016, e della staffetta 4x100 stile libero, sia in vasca lunga che in corta, è stata capitano della nazionale italiana di nuoto femminile.
Ha partecipato quattro volte ai Giochi olimpici (Barcellona 1992, finalista Sydney 2000, semi finalista Atene 2004, Pechino 2008) e cinque volte ai Mondiali di nuoto in vasca lunga (finalista Fukuoka 2001, finalista Barcellona 2003, semi finalista Montreal 2005, Melbourne 2007 e Roma 2009). Detiene 41 titoli assoluti tra 50, 100 e 200 stile libero e 29 record italiani in gare individuali. Ha conquistato due argenti ai campionati europei con la staffetta 4x100 stile libero (Helsinki 2000 ed Eindhoven 2008), un argento agli europei in vasca corta a Trieste nel 2005, due ori, tre argenti e due bronzi in tre diverse edizioni dei Giochi del Mediterraneo e 5 argenti e un bronzo in quattro edizioni delle Universiadi.
Il 6 ottobre 2009 ha annunciato il suo ritiro dal mondo dell'agonismo, lavorando nel marketing sportivo e intraprendendo la carriera di opinionista.
È stata commentatrice tecnica per la Rai agli europei di nuoto di Budapest 2010, intervistando allenatori e nuotatori nella warm up area.
È uno dei volti di Sky Sport ai Giochi olimpici di Londra 2012, dove ha commentato le gare di nuoto insieme a Fabio Caressa e Massimiliano Rosolino.
Il 31 agosto 2015 è stata nominata Delegato Coni per la provincia di Roma.
Nel 2021 ha commentato, per Eurosport, le gare di nuoto dei Giochi olimpici di Tokyo 2021

## Record personali
I suoi record personali in vasca da 50 metri sono:
- 50 m stile libero: 25"18
- 100 m stile libero: 55"30
- 4 × 100 m stile libero: 3'40"42

I suoi record personali in vasca da 25 metri sono:
- 50 m stile libero: 24"37
- 100 mstile libero: 54"50
- 4 × 50 m stile libero: 1'40"31
- 4 × 100 m stile libero: 3'39"18
- 4 × 50 m mista: 1'50"16
- 4 × 100 m mista: 4'01"07

## Palmarès
nota: questa lista è incompleta
| Giochi olimpici              | 50 m st. libero         | 100 m st. libero      | 4 × 100 m st. libero              | 4 × 200 m st. libero            | 4 × 100 m mista               |
| 1992 Barcellona Spagna       | 19ª in batteria 26"72   | ---                   | ---                               | ---                             | ---                           |
| 2000 Sydney Australia        | 19ª in batteria 25"99   | 21ª in batteria 57"09 | 8ª - 3'44"49 frazione: 56"43      | ---                             | ---                           |
| 2004 Atene Grecia            | 13ª in semifinale 25"37 | ---                   | 10ª - 3'44"88 frazione: 56"33     | 14ª - 8'15"30 frazione: 2'04"00 | ---                           |
| 2008 Pechino Cina            | 34ª in batteria 25"74   | ---                   | 10ª - 3'40"42 frazione: 54"93     | ---                             | ---                           |
| Campionati del mondo         | 50 m st. libero         | 100 m st. libero      | 4 × 100 m st. libero              | 4 × 200 m st. libero            | 4 × 100 m mista               |
| 2001 Fukuoka Giappone        | 28ª in batteria 26"17   | ---                   | 8ª - 3'44"67 frazione: 56"11      | 6ª - 8'08"56 frazione: 2'02"27  | ---                           |
| 2003 Barcellona Spagna       | 20ª in batteria 26"03   | ---                   | 8ª - 3'48"18 frazione: 57"13      | ---                             | 10ª - 4'10"41 frazione: 56"27 |
| 2005 Montréal Canada         | 11ª in semifinale 25"51 | ---                   | ---                               | ---                             | ---                           |
| 2007 Melbourne Australia     | 20ª in batteria 25"85   | 28ª in batteria 56"56 | ---                               | ---                             | ---                           |
| 2009 Roma Italia             | 39ª in batteria 25"93   | ---                   | ---                               | ---                             | ---                           |
| Mondiali in vasca corta      | 50 m st. libero         | 100 m st. libero      | 4 × 100 m st. libero              | 4 × 200 m st. libero            | 4 × 100 m mista               |
| 2006 Shanghai Cina           | squal. in batteria "    | ---                   | 7ª - 3'39"18 frazione: 54"36      | ---                             | 4ª - 4'01"07 frazione: 53"84  |
| Campionati europei           | 50 m st. libero         | 100 m st. libero      | 4 × 100 m st. libero              | ---                             | ---                           |
| 1991 Atene Grecia            | 1ª in finale B 26"44    | ---                   | ---                               | ---                             | ---                           |
| 1997 Siviglia Spagna         | 7ª in finale B 26"45    | ---                   | ---                               | ---                             | ---                           |
| 1999 Istanbul Turchia        | 9ª "                    | ---                   | 6ª - 3'49"10 frazione: 56"70      | ---                             | ---                           |
| 2000 Helsinki Finlandia      | 7ª 25"97                | 13ª "                 | Argento: 3'45"31 frazione: 56"54  | ---                             | ---                           |
| 2002 Berlino Germania        | 9ª in semifinale 25"73  | ---                   | squalificata (5ª) frazione: 55"51 | ---                             | ---                           |
| 2004 Madrid Spagna           | 10ª in semifinale 25"77 | ---                   | 5ª - 3'45"72 frazione: 56"49      | ---                             | ---                           |
| 2006 Budapest Ungheria       | 6ª 25"35                | ---                   | 6ª - 3'42"59 frazione: 55"41      | ---                             | ---                           |
| 2008 Eindhoven Paesi Bassi   | 13ª in semifinale 25"84 | ---                   | Argento: 3'41"06 frazione: 55"70  | ---                             | ---                           |
| Europei in vasca corta       | 50 m st. libero         | 100 m st. libero      | ---                               | 4 × 50 m st. libero             | 4 × 50 m mista                |
| 1991 Gelsenkirchen Germania  | ---                     | ---                   | ---                               | Argento: 1'44"26 :              | Argento: 1'55"84 :            |
| 1998 Sheffield Regno Unito   | 13ª in batteria 25"83   | 14ª in batteria 56"58 | ---                               | ---                             | ---                           |
| 1999 Lisbona Portogallo      | ---                     | ---                   | ---                               |                                 | ---                           |
| 2000 Valencia Spagna         | ---                     | 7ª 55"55              | ---                               | ---                             | 7ª - 1'53"98 frazione: 24"83  |
| 2004 Vienna Austria          | 6ª 25"03                | ---                   | ---                               | 7ª - 1'41"96 frazione: 25"04    | ---                           |
| 2005 Trieste Italia          | Argento 24"37           | ---                   | ---                               | 6ª - 1'40"31 frazione: 24"05    | 4ª - 1'50"16 frazione: 24"15  |
| 2006 Helsinki Finlandia      | 5ª 24"76                | ---                   | ---                               | 7ª - 1'41"12 frazione: 24"26    | ---                           |
| Giochi del Mediterraneo      | 50 m st. libero         | 100 m st. libero      | 4 × 100 m st. libero              | 4 × 200 m st. libero            | 4 × 100 m mista               |
| 1997 Bari Italia             | ---                     | ---                   | Argento: 3'49"82 frazione: 57"93  | ---                             | ---                           |
| 2001 Tunisi Tunisia          | Argento 26"28           | 4ª 57"93              | Bronzo: 3'48"96 frazione: 57"42   | ---                             | ---                           |
| 2005 Almeria Spagna          | Oro 25"40               | Bronzo 56"14          | ---                               | ---                             | ---                           |
| 2009 Pescara Italia          | Argento 25"56           | ---                   | Oro nuota in batteria             | ---                             | ---                           |
| Universiadi                  | 50 m st. libero         | 100 m st. libero      | 4 × 100 m st. libero              | 4 × 200 m st. libero            | 4 × 100 m mista               |
| 1995 Fukuoka Giappone        | 7ª 27"03                | ---                   | Argento: 3'52"06 frazione: 57"92  | ---                             | ---                           |
| 1997 Messina Italia          | ---                     | ---                   | Argento: 3'51"37 :                | Bronzo: 8'27"11 :               | ---                           |
| 1999 Palma di Maiorca Spagna | Argento 25"95           | ---                   | Argento: 3'49"32 :                | Argento: 8'18"11 :              | ---                           |

### Campionati italiani
41 titoli individuali e 15 in staffette, così ripartiti:
- 31 nei 50 m stile libero, nessun nuotatore italiano ha mai vinto tanti titoli in una stessa prova
- 9 nei 100 m stile libero
- 1 nei 200 m stile libero
- 2 nella staffetta 4 × 50 m stile libero
- 8 nella staffetta 4 × 100 m stile libero
- 3 nella staffetta 4 × 200 m stile libero
- 2 nella staffetta 4 × 100 m mista
- nd = non disputata

| Anno | Edizione    | st.libero 50 m | st.libero 100 m | st.libero 200 m | st.libero 4 × 50 m | st.libero 4 × 100 m | st.libero 4 × 200 m | mista 4 × 50 m | mista 4 × 100 m |
| ---- | ----------- | -------------- | --------------- | --------------- | ------------------ | ------------------- | ------------------- | -------------- | --------------- |
| 1990 | Estivi      | 2              | -               | -               | nd                 | -                   | -                   | nd             | -               |
| 1991 | Primaverili | 2              | -               | -               | nd                 | -                   | -                   | nd             | -               |
| 1991 | Estivi      | 1              | -               | -               | nd                 | -                   | -                   | nd             | -               |
| 1992 | Primaverili | 1              | -               | -               | nd                 | -                   | -                   | nd             | -               |
| 1992 | Estivi      | 1              | -               | -               | nd                 | -                   | -                   | nd             | -               |
| 1993 | Estivi      | 3              | -               | -               | nd                 | -                   | -                   | nd             | -               |
| 1994 | Primaverili | -              | -               | -               | nd                 | 3                   | 2                   | nd             | 1               |
| 1994 | Estivi      | 3              | -               | -               | nd                 | -                   | -                   | nd             | 2               |
| 1995 | Primaverili | -              | -               | -               | nd                 | 2                   | -                   | nd             | -               |
| 1995 | Estivi      | 2              | -               | -               | nd                 | 1                   | -                   | nd             | -               |
| 1996 | Primaverili | -              | -               | -               | nd                 | 3                   | -                   | nd             | 3               |
| 1996 | Estivi      | -              | -               | -               | nd                 | -                   | -                   | nd             | 3               |
| 1997 | Primaverili | -              | -               | -               | nd                 | 1                   | 2                   | nd             | -               |
| 1997 | Estivi      | 2              | -               | -               | nd                 | 1                   | 1                   | nd             | -               |
| 1998 | Primaverili | 2              | 3               | -               | nd                 | 1                   | 2                   | nd             | -               |
| 1998 | Estivi      | 1              | 1               | 1               | nd                 | 1                   | 1                   | nd             | 2               |
| 1998 | Invernali   | 1              | 3               | 2               | nd                 | nd                  | nd                  | nd             | nd              |
| 1999 | Primaverili | 2              | 3               | -               | nd                 | 1                   | 2                   | nd             | -               |
| 1999 | Estivi      | 1              | 2               | -               | nd                 | 1                   | 2                   | nd             | -               |
| 1999 | Invernali   | 3              | -               | -               | nd                 | nd                  | nd                  | nd             | nd              |
| 2000 | Primaverili | 1              | 3               | -               | nd                 | 3                   | 2                   | nd             | -               |
| 2000 | Estivi      | 1              | 2               | 3               | nd                 | 1                   | 1                   | nd             | -               |
| 2000 | Invernali   | 1              | 1               | -               | 2                  | nd                  | nd                  | -              | nd              |
| 2001 | Primaverili | -              | -               | -               | nd                 | 2                   | 2                   | nd             | -               |
| 2001 | Estivi      | 2              | 3               | -               | nd                 | 2                   | 3                   | nd             | -               |
| 2001 | Invernali   | 1              | 1               | 3               | 2                  | nd                  | nd                  | -              | nd              |
| 2002 | Primaverili | 1              | 3               | -               | nd                 | 2                   | 2                   | nd             | -               |
| 2002 | Estivi      | 1              | 2               | -               | nd                 | 2                   | 2                   | nd             | -               |
| 2002 | Invernali   | 1              | 1               | -               | 3                  | nd                  | nd                  | -              | nd              |
| 2003 | Primaverili | 1              | 3               | -               | nd                 | 3                   | -                   | nd             | -               |
| 2003 | Estivi      | 2              | 2               | -               | nd                 | -                   | -                   | nd             | -               |
| 2003 | Invernali   | 1              | 3               | -               | 3                  | nd                  | nd                  | -              | nd              |
| 2004 | Primaverili | 2              | 3               | -               | nd                 | 2                   | 2                   | nd             | -               |
| 2004 | Estivi      | 1              | 3               | -               | nd                 | 3                   | 3                   | nd             | -               |
| 2004 | Invernali   | 1              | 2               | -               | 1                  | nd                  | nd                  | 3              | nd              |
| 2005 | Primaverili | 1              | -               | -               | nd                 | 2                   | -                   | nd             | -               |
| 2005 | Estivi      | 1              | 2               | -               | nd                 | 2                   | -                   | nd             | -               |
| 2005 | Invernali   | 1              | 1               | -               | 1                  | nd                  | nd                  | -              | nd              |
| 2006 | Primaverili | 1              | -               | -               | nd                 | 3                   | -                   | nd             | 3               |
| 2006 | Estivi      | 1              | 1               | -               | nd                 | 2                   | -                   | nd             | 2               |
| 2006 | Invernali   | 1              | 1               | -               | nd                 | nd                  | nd                  | nd             | nd              |
| 2007 | Primaverili | 1              | -               | -               | nd                 | -                   | -                   | nd             | -               |
| 2007 | Estivi      | 1              | 1               | -               | nd                 | 3                   | -                   | nd             | -               |
| 2007 | Invernali   | 1              | -               | -               | nd                 | nd                  | nd                  | nd             | nd              |
| 2008 | Primaverili | 1              | -               | -               | nd                 | -                   | -                   | nd             | -               |
| 2008 | Estivi      | 1              | 1               | -               | nd                 | -                   | -                   | nd             | 1               |
| 2009 | Primaverili | 1              | -               | -               | nd                 | 3                   | -                   | nd             | -               |
| 2009 | Estivi      | 1              | -               | -               | nd                 | 3                   | -                   | nd             | 2               |